# Gecko (song)
Gecko - utwór instrumentalny holenderskiego DJ-a i producenta Olivera Heldensa. Został wydany na całym świecie jako digital download na Beatport 30 grudnia 2013 roku. 13 stycznia 2014 r. w Holandii została wydana w wersji cyfrowej. Piosenka znalazła się na listach przebojów w Belgii i Holandii. Został napisany i wyprodukowany przez Olivera Heldensa.

## Wyniki wykresów

### Wykresy
| Wykresy (2014)                            | Najwyższa pozycja |
| ----------------------------------------- | ----------------- |
| Belgia (Ultratop 50 Flanders)             | 46                |
| Belgia (Ultratip Bubbling Under Wallonia) | 22                |
| Francja (SNEP)                            | 73                |
| Holandia (Single Top 100)                 | 32                |

## Gecko (Overdrive)
Oliver Heldens wydał drugą wersję piosenki zatytułowaną "Gecko (Overdrive)" z gościnnym udziałem brytyjskiej piosenkarki Becky Hill. Został wydany jako digital download 22 czerwca 2014 roku. Utwór zadebiutował na pierwszym miejscu zarówno na UK Dance Chart, jak i UK Singles Chart. Warto zauważyć, że "Gecko (Overdrive)" był ostatnim numerem jeden w Wielkiej Brytanii, który opierał się wyłącznie na sprzedaży, ponieważ streaming został włączony do listy przebojów w następnym tygodniu. W 2014 roku utwór "Gecko (Overdrive)" znalazł się na ścieżce dźwiękowej gry Forza Horizon 2.

### Teledysk
20 maja 2014 roku powstał teledysk do piosenki z groteskowymi obrazami. Film zaczyna się od mężczyzny (w tej roli Doug Willen), który spieszy się do domu z pracy, aby zrobić niespodziankę swojej żonie (Twila Ilgenfritz) z okazji rocznicy ślubu. Przeszukuje cały dom, ale nie może jej znaleźć. Zaczyna medytować, a z jubileuszowego tortu wyłania się ręka. Żona wyskakuje i zaczyna rzucać mężem po kuchni, tańczy z nim seksualnie i agresywnie go całuje, zanim ich córka (Michaela Annette) i jej chłopak (Tim Allan) wejdą do nich. Cała czwórka spożywa bardzo nieprzyjemną kolację, podczas której mężczyzna i kobieta zaczynają ponownie zachowywać się seksualnie. Córka i jej chłopak idą na górę, gdzie chłopiec widzi, że kobieta ma macki. On i córka wchodzą do jej pokoju i nieprzyjemnie się całują. Podczas gdy mężczyzna i kobieta uprawiają seks i używają swoich macek i kapią na siebie czerwoną i niebieską maź, córka dostaje różową mackę i wciąga swojego chłopaka w pocałunek. Film kończy się, gdy mężczyzna odwozi chłopaka do domu.

## Lista Utworów
Digital Download
1. „Gecko (Overdrive)" (Radio Edit)
2. „Gecko (Overdrive)" (Extended Edit)
3. „Gecko (Overdrive)" (Jack Beats Remix)
4. „Gecko (Overdrive)" (Matrix & Futurebound Remix)
5. „Gecko (Overdrive)" (DJ S.K.T Remix)